# Бэлан, Раду
Раду Бэлан (рум. Radu Bălan; 24 мая 1936, Кэзэнешти — 4 февраля 1995, Питешти) — румынский политический деятель, коммунист, член ЦК РКП, примар Тимишоары, первый секретарь Хунедоарского и Тимишского жудецких комитетов РКП. В декабре 1989, выполняя указания Николае Чаушеску, пытался подавить восстание в Тимишоаре. После победы Румынской революции пытался встроиться в новые органы власти. Был арестован и приговорён к длительному тюремному заключению. Обжаловал приговор, но скончался прежде судебного решения.

## Партийная карьера

### Комсомол
Родился в крестьянской семье (город Кэзэнешти в 1936 был деревней). В 1954 окончил горно-техническое училище в Лупени. Работал мастером на угольных шахтах долины Жиу и Карансебеша. С 1956 состоял в правящей Румынской коммунистической партии (РКП). Был женат, имел двоих детей.
Раду Бэлан был членом первичных и коммунальных комитетов румынского комсомола (СКМР). С 1960 — функционер аппарата СКМР в румынском Банате и жудеце Тимиш. С 1963 занимал секретарские посты в комитетах СКМР, входил в состав комитетов РКП.

### Партаппарат
В 1973—1978 Раду Бэлан — секретарь Тимишского жудецкого комитета РКП. В 1978—1981 — примар Тимишоары. В 1981 переведён на пост первого секретаря Хунедоарского жудецкого комитета РКП — главы партийной власти региона. На XIII съезде РКП в 1984 кооптирован в ЦК. В 1985 прослушал курс в Экономической академии.
Во главе Хунедоарского комитета РКП Раду Бэлан оставался до 1987. Затем более года был председателем румынского Госплана. Его управление было отмечено определёнными хозяйственными успехами, причём в трудные для Румынии 1980-е годы. Административный центр жудеца Дева на общем фоне смотрелся весьма благополучно. Генеральный секретарь ЦК РКП Николае Чаушеску характеризовал Деву как «небольшой буржуазный город» (в положительном смысле). Бэлан продемонстрировал способность формировать управленческую команду и сплачивать на основе личной преданности.
3 ноября 1989 занял пост первого секретаря Тимишского жудецкого комитета РКП, с центром в Тимишоаре. На XIV съезде РКП утверждён кандидатом в члены Политисполкома ЦК.
На комсомольских и партийных постах Раду Бэлан неукоснительно проводил курс руководства РКП, был полностью лоялен генеральным секретарям Георге Георгиу-Дежу и Николае Чаушеску. В то же время отмечались его активная социальная политика и деловая компетентность. Это способствовало определённой популярности Бэлана в Тимишоаре; особенно по контрасту с предшественником — первым секретарём Илие Матеем, который отличался жестокостью и пренебрежением к населению.

## В дни революции

### Попытки подавления
Менее чем через два месяца после назначения Раду Бэлана началось восстание в Тимишоаре, переросшее в Румынскую революцию. Первоначально жители города протестовали против выселения пастора-правозащитника Ласло Тёкеша. Это решение, утверждённое местным судом, было принято в Бухаресте с подачи Илие Матея.
Партийные и силовые руководители Тимиша — первый секретарь Раду Бэлан, секретарь по пропаганде Василе Болог, начальник жудецкой милиции полковник Ион Дехеляну, начальник жудецкой Секуритате полковник Траян Сима — считали акцию против популярного Тёкеша необдуманной и опасной. В целом они адекватно предвидели события. Поначалу Бэлан рассчитывал затянуть время и избежать выселения. Вечером 15 декабря 1989 он связался с примаром Тимишоары и первым секретарём Тимишоарского городского комитета РКП Петре Моцем. Бэлан распорядился сообщить Тёкешу, что решение исполняться не будет, если сам пастор не станет проявлять активности и убедит своих сторонников разойтись.
На следующее утро, 16 декабря 1989, совещание в жудецком комитете констатировало «проблемную ситуацию» вокруг дома Тёкеша. Около десяти утра Бэлана вызвал на связь Чаушеску. Он потребовал немедленного выселения пастора, «даже если не истёк законный срок после вынесения приговора». Около полудня последовал очередной звонок Чаушеску: глава РКП и СРР требовал разогнать демонстрантов, вышедших поддержать Тёкеша. В такой ситуации Бэлан не мог возражать.
Вечером у здания жудецкого комитета РКП прошла акция протеста. Ошеломлённый Бэлан не решился выйти к протестующим, хотя ещё пользовался в городе определённой популярностью. Он затребовал от министра обороны генерала Василе Мили дополнительных армейских частей и вывода на улицы совместных военно-милицейских патрулей. Также он приказал командиру местной Патриотической гвардии (партийные формирования РКП) обеспечить охрану партийных офисов. Около полуночи Бэлан провёл совещание партийно-хозяйственного актива — с жёсткой трактовкой происходящего: «нападение на комитет», «антигосударственная деятельность Тёкеша». Для непосредственного руководства подавлением в Тимишоару прибыли из Бухареста армейский генерал Ион Коман, генерал милиции Константин Нуцэ, генерал Секуритате Эмиль Макри, а также партийный секретарь Илие Матей и первый вице-премьер Корнел Пакосте.
Около полудня 17 декабря 1989 Бэлана вновь вызвал к прямому проводу Чаушеску и потребовал отчёта. Бэлан рапортовал, что «положение взято под контроль». Это не соответствовало действительности — по всему городу происходили столкновения протестующих с силовиками. Около пяти вечера состоялась телеконференция Чаушеску с Бэланом, Команом и Матеем. Чаушеску назначил Бэлана командующим Тимишским военным округом — тем самым возложил на него ответственность за насилие в Тимишоаре. Бэлан ответил здравицей верховному главнокомандующему — то есть Чаушеску — и обязался «вместе с товарищем генералом Команом» выполнить приказ. Соответствующие указания получили полковник Сима, полковник Дехеляну, жудецкий инспектор МВД полковник Ион Попеску. Военным комендантом Тимишоары был назначен генерал Виктор Стэнкулеску.
После этого совещания схватки на улицах Тимишоары стали особенно ожесточёнными. Велась стрельба на поражение, погибли десятки людей. Бэлан распорядился Балогу подготовить официальное сообщение с восхвалением Чаушеску, партии, местного руководства и победной реляцией о подавлении «хулиганов и иностранных агентов, пытавшихся воспрепятствовать исполнению законного судебного решения». Поздно вечером Бэлан приказал вооружить также Патриотическую гвардию (это не было выполнено, поскольку не нашлось патронов) и в телефонном разговоре с Нику Чаушеску-младшим запросил партию слезоточивого газа (доставлена из Сибиу).
18-20 декабря Бэлан проводил митинги в поддержку режима и собрания на предприятиях Тимишоары. Выступал с позиций, изложенных в официальном сообщении. Он посетил также тимишоарскую исправительную колонию и распорядился сформировать партийно-прокурорскую комиссию — определить степень вины заключённых и освободить всех невиновных (наличие таких предполагалось самоочевидным). Эти мероприятия дали обратный эффект. Рабочие скандировали «Долой Чаушеску!», «Свобода!», требовали улучшения условий труда и вывода войск из города.

Раду Бэлан не был ни палачом, ни жертвой. Он не приказывал стрелять в демонстрантов, но и не возражал против приказа Чаушеску.

### Попытки присоединения
20 декабря 1989 многотысячная толпа двинулась в центр Тимишоары к зданию Оперного театра. Город фактически перешёл в руки восставших. На собрании в Оперном театре был учреждён Румынский демократический фронт (РДФ), издана Декларация РДФ A căzut tirania! — Тирания пала! Революционное движения стало широко распространяться по стране.
Раду Бэлан осознал необратимое изменение ситуации и позиционировался как сторонник революции. При прибытии в Тимишоару премьер-министра СРР Константина Дэскэлеску и секретаря ЦК РКП Эмиля Бобу Бэлан инструктировал протестующих рабочих, как формировать делегацию для переговоров. Он организовал продовольственное снабжение рабочих, переброшенных из других городов в поддержку Чаушеску и перешедших на сторону восстания. Первый секретарь демонстративно шёл рядом с активистом Ионом Марку, который нёс транспарант «Долой Чаушеску!» Попытки организовать прорежимные контрдемонстрации Бэлан назвал глупостью.
Революционный имидж Бэлана настолько сформировался буквально за несколько часов, что в городе разошлись ложные сведения о его аресте приспешниками Чаушеску. Этот слух вызвал негодование, освобождения первого секретаря требовали даже яростные антикоммунисты.
22 декабря 1989 — когда революция уже перекинулась в Бухарест и Чаушеску бежал из столицы — Бэлан явился в Оперный театр и присоединился к РДФ. Его выступление с балкона было позитивно воспринято революционной толпой. Бэлан ещё сохранял остатки популярности, отмечалось даже скандирование «Пусть будет Бэлан! Бэлан из Баната!» (Раду Бэлан не был уроженцем Баната, но в эти дни воспринимался как земляк). Такая позиция первого секретаря была очень своевременна и выгодна для председателя РДФ Лорина Фортуны — тоже члена РКП, выступавшего против диктатора Чаушеску, но за диалог с властями и «обновление социализма».
В тот же день газета Luptătorul Bănăţean — ранее орган жудецкого комитета РКП Drapelul Roşu — поместила статью с восхвалением Раду Бэлана как едва не «лидера Тимишоарской революции» и главного деятеля РДФ. Анонимные авторы напоминали об отстаивании Бэланом социальных и хозяйственных интересов Тимишоары. Поведение Бэлана в декабрьские дни расценивалось как «героическое», а негативная сторона объяснялась давлением Матея, Комана, Дэскэлеску и Бобу. Но уже 25 декабря то же издание поместило опровержение: «Румынский демократический фронт заявляет, что Раду Бэлан не является его лидером и не входит в его состав». Выяснилось, что статья 22 декабря была инспирирована самим Бэланом.
Лорин Фортуна вынужден был созвать специальное заседание РДФ. Раду Бэлан прибыл с группой партийных активистов, но не допущен к участию. Участники заседания решили исключить Бэлана из РДФ (при этом создавалась формальная коллизия, поскольку ранее утверждалось, что он и прежде в РДФ не состоял). Фортуна заявил, что ни Бэлан, ни другие функционеры РКП не будут допущены в жудецкий совет: «Революция стала явно антикоммунистической».

## Приговор и кончина
В январе 1990 в Румынии поднялась новая антикоммунистическая волна. Выдвигались требования устранить из политики (и даже казнить) бывших функционеров РКП. В Тимишоаре во главе этого движения выступали вожаки декабрьского восстания Сорин Опря, Ион Марку, Иоан Саву. 10 января 1990 Раду Бэлан был арестован новыми властями. Ему предъявили обвинения в убийствах и покушениях на убийство. По должности первого секретаря Бэлан являлся председателем жудецкого Совета обороны и силовые акции требовали его санкции.
9 декабря 1991 Раду Бэлан был приговорён к 23 годам тюремного заключения. Вместе с ним осуждена большая группа офицеров милиции, Секуритате, партийно-государственных функционеров — в том числе Ион Коман, Траян Сима, Ион Дехеляну, Ион Попеску, Корнел Пакосте. Оправданный на этом процессе Илие Матей был признан виновным несколько лет спустя. Впоследствии предстал перед судом Виктор Стэнкулеску.
Раду Бэлан не признал себя виновным и подал апелляцию на приговор. Скончался от тяжёлой болезни в возрасте 58 лет до вынесения вердикта.